# 撮影監督

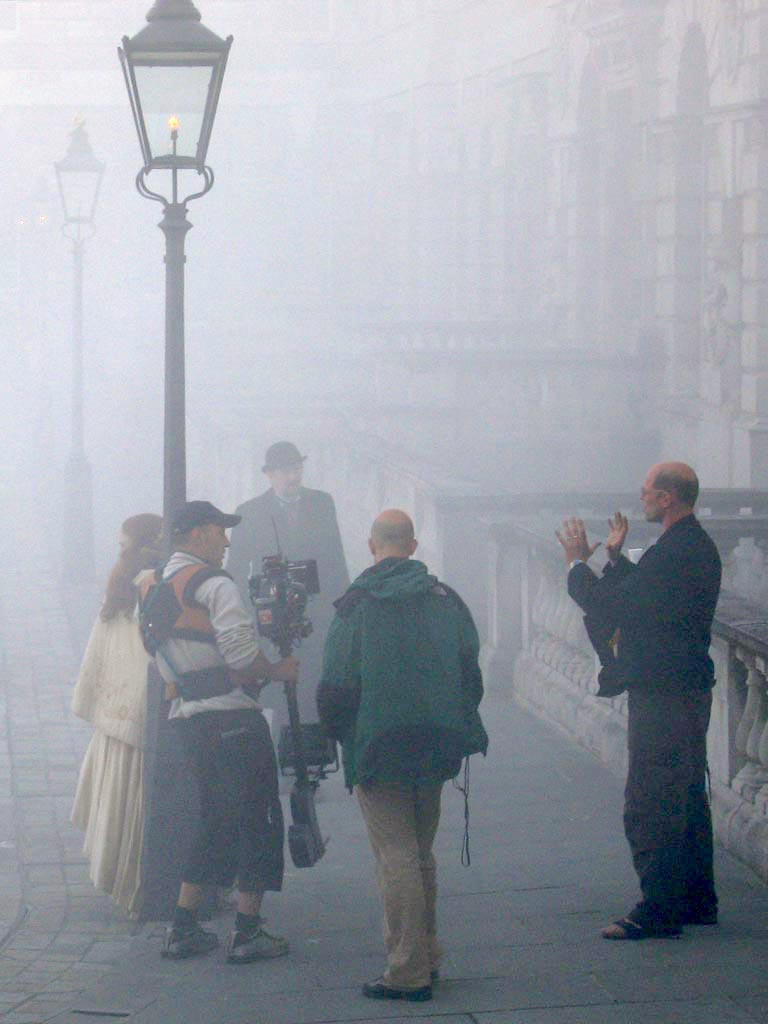
ステディカムを利用した撮影。右が監督、背中を向けている緑のジャケットの男が撮影監督

撮影監督（さつえいかんとく、米国: Director of photography（DP）またはCinematographer。英国: Lighting Cameramanなど）とは、映画やテレビの照明と撮影、つまり画面に映る映像全てに於いて責任を負う人物を指す。
米国と英国では制度や仕事内容、下につく技師名などが若干異なる。また、日本では歴史的に撮影監督と照明監督（照明技師）は別にクレジットされる場合が多い。この項目では、米・英国での撮影監督の一般的な説明をする。
撮影監督とは、呼び名は様々でも要は撮影者であり、フィルムに定着させる画像の芸術的な分野を含めた技術的総責任者である。各国、各スタジオ、各現場でそれぞれのシステムが機能して良い結果・良い作品を追求しているが、確立されたシステムが必ずしも良質な作品を保証するものではない。逆に効率を求めすぎるあまり、システムやスタイルが邪魔をすることもある。あくまでも得られた条件の中で作品のスタイルやシステムを設定するのが本筋であろう。
いずれにしても映画作りはチームワークの産物で、1つのパートが独立して機能することはありえず、必ずお互いに関連し合い影響しあっているものである。

## 欧米での撮影監督
撮影作業の中には、キャメラ（カメラ）を設置し動かす、照明を配置する、映像の構図を求める、レンズを選ぶなどの仕事がある。大規模な製作では、撮影監督の下で働く部局全体と共同で作業を行う。映画の外観に対して責任を負うという点で、撮影監督は、監督に次ぐ重要性を持つ。
撮影監督と監督の2人は、撮影の前やセットあるいはロケ地に臨んで、緊密に協同して作業することがよく行われる。
また、事前に大道具、小道具、美術や衣装担当、特殊撮影などともに綿密な打ち合わせをして、作品の意図を明確に打ち合わせして、作ろうとすべき映画の「ルック」を確実に伝えるのが不可欠である。
多くの監督は、映画の成功に果たした撮影監督の役割に対して、惜しみない賞賛を送ることが多い。
米国ではユニオンの規定があり、普通はキャメラ自体をオペレートすることはできないが、契約書にメイン・キャメラは自分がオペレートするという一項があれば問題なく行える。
また米国では照明技師は撮影監督の下に置き、「ガファー（gaffer）」または「チーフ・ライティング・テクニシャン」と呼んでおり、撮影監督が指示を出せば全部ガファーとその助手がコードを配置したり、照明を配置したり、フィルターをかけたりなどの指示を出して動かすことになる。構図を決め、キャメラの動きを考え、ライティングを指示し、メーターで計測して露光を決めるのが米国での撮影監督の仕事である（日本では計測は撮影助手にしてもらうことが多い）。
これは、ライティングを保持して、反復の多いキャメラの操作をキャメラ・オペレータに分割したと言える。いわゆる"A"キャメラをメインとすると、2台以上のキャメラを同時に回すときには"B"キャメラ、"Cキャメラ、""D"キャメラ、"E"キャメラ…という様に別々のキャメラ・オペレータがキャメラを回すことになる。
サイレント時代までは、キャメラを手回ししなければ動かなかったので、キャメラマン自体がキャメラをオペレートする時代もあったが、撮影機材が精密になり大がかりになるにつれて、撮影自体が分業化していった。
現代の米国の撮影監督は例外もあるが、実際にキャメラを物理的にオペレートはしない。これは完全に1人のキャメラ・オペレータの下に「ファースト・アシスタント・キャメラマン」がおり、いわゆるピント合わせ(focus-puller)を行い、「セカンド・アシスタント・キャメラマン」は、カチンコ叩き(clapper-boy)やフィルム装填(loader)などを行うのが普通である。
また、グリップ（クレーンやドリーなど）の特機のテクニシャンも必要ならばそれぞれ別に存在している。
撮影中でも撮影監督は毎日現像所と綿密な打ち合わせを行い、デイリーやラッシュを試写して毎日映像の状態を確認しなければならない。

## 日本での撮影監督
先にふれたように、日本の場合はキャメラ・アングルはキャメラマン、ライティングは照明技師、露出計測は撮影助手というように少なくとも3名で分担していることが多かった。これは、昔のスタジオが「照明に対して文句は言わない、言わせない」と決めたために仕事が速く進むのである。一昔前作品の量産を強いられてきた大手の撮影所は、映像をフィルムに定着する、という一人の人格から、ライティングを切り離して、照明部を丁重にもてなすことによって、仕事を早く進めようとしたからである。

現在の日本では、欧米流の撮影監督の形を取る者もいれば、従来のキャメラマンのスタイルを取る者もいるという状態になっている。あるいは、現場での作業は従来型で進めつつも、エンドロールの表示では「撮影監督」となったり、あるいはその逆、ということもある。
日本では1930年代から、キャメラマンは長らく「撮影技師」と呼ばれていた。「撮影監督」という言葉は英語の「Director of photography」の直訳で、アメリカ帰りの三村明が1960年に「日本映画撮影者倶楽部」の理事長に就任した際に「日本映画撮影監督協会」に名称を変更している。三村明は1962年1月の『映画撮影』創刊号の「創刊のことば」で
などと述べている。
本質的には日本にも「撮影監督」に値する人は何人もいた。三村も数名のキャメラマンの画調を総合的に統一するという意味では「撮影監督」をかつて名乗ったが完全なものではなかった。1988年にアメリカで活躍する一流の撮影監督の技術論を質疑応答の形式でまとめた「マスターズ・オブ・ライト」が出版され、1992年にNHKとAFIが製作しASCが監修した『ビジョンズ・オブ・ライト』がNHKでテレビ放送（のち劇場公開）されるとこれらの影響で、日本の出版物などにも「撮影監督」という言葉が使われるようになり、著名なキャメラマンを「撮影監督」と紹介するケースがポピュラーになった。日本の場合「撮影監督」という名称は、過去の名作を数多く担当した名キャメラマンに送る称号として、ある種の〔冠〕のように扱われる傾向が強い。
なお「特撮監督」は一般的にカメラ責任者ではなく照明、美術、演技も含めて特殊撮影部分を全部統括する別チームの監督であり、その下にカメラ責任者としての撮影監督がさらにつく。まぎらわしいために東宝やその流れを引く会社では「特技監督」と呼ぶ場合もある。
後期の黒澤明監督作品は2台のカメラを同時に回すマルチカム方式が状態だったため、撮影監督もずっと2名体制になっている。マルチカムのもっとも大規模な例は1997年の大河原孝雄監督作品『誘拐』で、身代金運搬場面に十数台のカメラが同時に回されたため、メインの木村大作以外に十数人の撮影監督クラスが「協力撮影」の名目で参加している。

## アニメの撮影監督
アニメの撮影監督も、照明と撮影の最終責任者という点は、実写の撮影監督と同じである。
撮影監督は撮影の責任者である。現代のアニメでは撮影にて様々な処理を付与するため（詳細は撮影 (アニメ制作)#撮影処理）、撮影前の画作り段階から作画との連携を含めた綿密な設計が必要になっている。そのため撮影監督が監督する範囲は広い。
東映アニメーションでは長年存在しなかったが、2014年になり、ようやく取り扱うようになった。
かつてのセルアニメでは、動画（セル画）と背景が完成してから以降の、それらを適切な順序・位置に重ねて撮影台にセットし1コマずつフィルムに撮影する作業を監督する。透過光、マルチプレーン・カメラ、多重露光などの撮影時の特殊効果も、撮影監督の職域である。

## 著名な撮影監督

### 日本国内（キャメラマンも含む）
- 三村明
- 小宮山充
- 河津太郎
- 厚田雄春
- 岡本純平
- 斎藤孝雄
- 上田正治
- 瀬尾幸夫
- 川又昴
- 佐藤真之
- 高羽哲夫
- 古谷巧
- 高村倉太郎
- 姫田真佐久
- 岡崎宏三
- 川越一成
- 森田富士郎
- 田中雅由
- 栗田豊通
- 長瀬正人
- 相葉実
- 宮川一夫
- 宮島義勇
- 坂本典隆
- 鈴木達夫
- 相馬大輔
- 芦澤明子
- 今本明日香
- 上原宏光
- 奥津春香
- 磯山億斗
- 植竹篤史
- 川端健太
- 石坂拓郎
- 宮崎健司
- 木村大作

### 日本以外

#### ヨーロッパ
- アレックス・トムソン
- アンソニー・ドッド・マントル
- アンリ・アルカン
- アンリ・ドカエ
- ヴィットリオ・ストラーロ
- ウィリアム・リュプチャンスキー
- ヴィルモス・スィグモンド
- エイドリアン・ビドル
- エドゥアルド・セラ
- ギスラン・クロケ
- ギルバート・テイラー
- サッシャ・ヴィエルニ
- ジェフリー・アンスワース
- ジャン＝イヴ・エスコフィエ
- ジョン・オルコット
- スヴェン・ニクヴィスト
- ダリウス・ウォルスキー
- ダリウス・コンジ
- デレク・ヴァンリント
- ニコラス・ローグ
- ネストール・アルメンドロス
- パスクァリーノ・デ・サンティス
- バリー・アクロイド
- ファビアン・ワグナー（英語版）
- ブリュノ・ニュイッテン
- フレディ・フランシス
- フレディ・ヤング
- ベン・デイヴィス
- ホイテ・ヴァン・ホイテマ
- ヤヌス・カミンスキー
- ヤン・デ・ボン
- ヨルゴス・アルヴァニティス（英語版）
- ラウール・クタール
- レナート・ベルタ
- ルチアーノ・トヴォリ
- ロジャー・ディーキンス
- ロブ・ハーディ
- ロビー・ミューラー
- ロビー・ライアン

#### 北米
- アレン・ダヴィオー
- イヴ・ベランジェ
- ウィリアム・A・フレイカー
- ウォーリー・フィスター
- エマニュエル・ルベツキ
- エリック・メッサーシュミット
- オーウェン・ロイズマン
- ガロ・オリバレス
- グレッグ・トーランド
- ゴードン・ウィリス
- コンラッド・L・ホール
- ジェームズ・ウォン・ハウ
- ジョーダン・クローネンウェス
- ジョン・A・アロンゾ
- スティーヴン・H・ブラム
- ハスケル・ウェクスラー
- ビリー・ビッツァー（英語版）
- ビル・バトラー
- ブラッドフォード・ヤング
- フレッド・J・コーネカンプ
- ホアキン・バカ＝アセイ（フランス語版）
- ラズロ・コヴァックス
- ラッセル・メティ
- ロバート・サーティース
- ロバート・リチャードソン

#### アジア
- クリストファー・ドイル
- 張芸謀
- ハリス・ザンバーラウコス
- 呂楽

#### オセアニア
- グリーグ・フレイザー
- ピーター・メンジース・ジュニア

## 撮影技術会社
日本国内
- アップサイド
- WING-T
- ニューテレス
- 池田屋
- キアロスクーロ撮影事務所
- ビデオフォーカス

## 撮影機材会社
- RAID
- ナックイメージテクノロジー
- ノビテック
- ブラックマジックデザイン
- フォトロン
- グラスバレー
- パナソニック